# Bonding (Fernsehserie)
Bonding ist eine Comedyserie des US-amerikanischen Video-on-Demand-Anbieters Netflix. Die Veröffentlichung der ersten Staffel fand weltweit am 24. April 2019 statt.

## Handlung
Die Highschoolfreunde Pete und Tiff treffen Jahre später in New York City aufeinander. Pete hat sich vor kurzem als homosexuell geoutet und arbeitet als Kellner. Tiff ist mittlerweile eine erfolgreiche Domina und auf der Suche nach einem Assistenten. Pete übernimmt diesen Job und gemeinsam versuchen sie die Wünsche der Großstädter zu erfüllen.

## Besetzung und Synchronisation
Die Synchronisation der Serie wird bei der Hamburger Synchron nach einem Dialogbuch von Kalpna Joshi und Franciska Friede  unter der Dialogregie von Johannes Semm erstellt.
| Rollenname             | Schauspieler     | Hauptrolle (Episoden) | Nebenrolle (Episoden) | Synchronsprecher |
| ---------------------- | ---------------- | --------------------- | --------------------- | ---------------- |
| Tiffany „Tiff“ Chester | Zoe Levin        | 1.01–1.07             |                       | Leonie Landa     |
| Pete                   | Brendan Scannell | 1.01–1.07             |                       | Jesse Grimm      |
| Doug                   | Micah Stock      |                       | 1.01–1.05, 1.07       | Daniel Schütter  |
| Professor Charles      | Kevin Kane       |                       | 1.01, 1.03–1.05, 1.07 | Christian Stark  |
| Kate                   | Stephanie Styles |                       | 1.01, 1.03–1.05, 1.07 | Franziska Trunte |
| Daphne                 | D’Arcy Carden    |                       | 1.02, 1.04, 1.07      | Stephanie Damare |
| Fred                   | Charles Gould    |                       | 1.01, 1.03, 1.06–1.07 | Matthias Klimsa  |
| Frank                  | Alex Hurt        |                       | 1.05–1.07             | Ivo Möller       |
| Josh                   | Theo Stockman    |                       | 1.01–1.05, 1.07       | Martin Brücker   |

## Episodenliste

### Staffel 1
| Nr. (ges.)                                                                                | Nr. (St.) | Deutscher Titel                           | Originaltitel                 | Regie         | Drehbuch      |
| ----------------------------------------------------------------------------------------- | --------- | ----------------------------------------- | ----------------------------- | ------------- | ------------- |
| 1                                                                                         | 1         | Alte Freunde, neue Namen                  | Old Friends, New Names        | Rightor Doyle | Rightor Doyle |
| 2                                                                                         | 2         | Pete ist schüchtern                       | Pete Shy                      | Rightor Doyle | Rightor Doyle |
| 3                                                                                         | 3         | Die Vergangenheit holt einen manchmal ein | The Past is Not Always Behind | Rightor Doyle | Rightor Doyle |
| 4                                                                                         | 4         | Let’s Get Physical                        | Let’s Get Physical            | Rightor Doyle | Rightor Doyle |
| 5                                                                                         | 5         | Doppeldate                                | Double Date                   | Rightor Doyle | Rightor Doyle |
| 6                                                                                         | 6         | Pinguine                                  | Penguins                      | Rightor Doyle | Rightor Doyle |
| 7                                                                                         | 7         | Im Wald                                   | Into The Woods                | Rightor Doyle | Rightor Doyle |
| Am 24. April 2019 wurden alle Folgen der Staffel gleichzeitig bei Netflix veröffentlicht. |           |                                           |                               |               |               |

### Staffel 2
| Nr. (ges.)                                                                                 | Nr. (St.) | Deutscher Titel         | Originaltitel              | Regie         | Drehbuch                    |
| ------------------------------------------------------------------------------------------ | --------- | ----------------------- | -------------------------- | ------------- | --------------------------- |
| 8                                                                                          | 1         | Neujahrsvorsätze        | The Kinks                  | Rightor Doyle | Rightor Doyle               |
| 9                                                                                          | 2         | Hundstage               | Dog Days                   | Rightor Doyle | Rightor Doyle & Olivia Troy |
| 10                                                                                         | 3         | Der Persönliche         | Personal                   | Rightor Doyle | Rightor Doyle & Nana Mensah |
| 11                                                                                         | 4         | Dreier                  | Threesomes                 | Rightor Doyle | Rightor Doyle               |
| 12                                                                                         | 5         | Nanci                   | Nanci                      | Rightor Doyle | Rightor Doyle & Nana Mensah |
| 13                                                                                         | 6         | Das verlorene Ei        | The Lost Egg               | Rightor Doyle | Rightor Doyle & Olivia Troy |
| 14                                                                                         | 7         | Ein fesselnder Auftritt | Stand Me Up, Stand Me Down | Rightor Doyle | Rightor Doyle               |
| 15                                                                                         | 8         | Erlaubnis               | Permission                 | Rightor Doyle | Rightor Doyle               |
| Am 27. Januar 2021 wurden alle Folgen der Staffel gleichzeitig bei Netflix veröffentlicht. |           |                         |                            |               |                             |

## Produktion
2020 bestätigte Netflix die Produktion einer zweiten Staffel, die am 27. Januar 2021 veröffentlicht wurde.